# Araba Walton
Araba Walton (* 4. November 1975 in Simbach am Inn) ist eine deutsche Schauspielerin und Sängerin.

## Leben
Nach dem Abitur erhielt sie ihre Ausbildung von 1997 bis 2000 an der staatlichen Schauspielschule ArtsEd, School of Acting in London.
Walton spielte in mehreren Westend und Off-Westend Produktionen als Schauspielerin, bevor sie Ende 2001 nach Hamburg zog, um dort in einer Hauptrolle im Musical Der König der Löwen aufzutreten. Zwei Jahre später zog sie nach Berlin, wo sie seit 2005 festes Mitglied im Berliner Logentheater und des Theaterensembles abok ist. Neben ihren Auftritten in Theaterproduktionen spielte sie in zahlreichen Film- und Fernsehproduktionen.
Walton war Sängerin in mehreren Gruppen, unter anderem von 1990 bis 1995 bei Occams Razor, 2003 bei Eruption und RITE Spirit. Für mehrere von Roland Appel auf Sonar Kollektiv veröffentlichte Singles steuerte sie 2007 und 2008 ebenfalls den Gesang bei.
Sie ist Gründungsmitglied des Vereins Schwarze Filmschaffende in Deutschland.

## Filmrollen (Auswahl)
- 2003: Simon
- 2004: A2Z
- 2004: Über das Verschwinden
- 2005: Asudem
- 2005: Brown Girl in the Ring
- 2006: Bittersüßes Nichts
- 2006: Sunny Hill
- 2008: Berlin Calling
- 2008: Heiße Spur
- 2008: Plötzlich Papa – Einspruch abgelehnt!
- 2008: Willkommen im Westerwald
- 2009: Wilsberg: Der Mann am Fenster
- 2010: Um Himmels Willen
- 2013: Und Äktschn!
- 2024: Dahoam is Dahoam (Fernsehserie, 1 Folge)

## Theaterrollen (Auswahl)
- 2013: Plantation Memories (Ballhaus Naunynstrasse)
- 2010: Yesterday/Tomorrow (Mela Kulturfestival, Oslo, Norwegen)
- 2010: Yesterday/Tomorrow (Haus der Kulturen der Welt, Berlin)
- 2006: Garuma (Arena Berlin)
- 2006: Balkonstrasse 5 (English Theatre, Berlin)
- 2005: Blutknoten (Elsässisches Logentheater, Berlin)
- 2000: Drei Schwestern (London Tabard)
- 2000: Edmond (The Space, London)
- 2000: Geschlossene Gesellschaft (London Tabard)
- 2000: Pentecost (The Space, London)
- 2001: Decameron (Cochraine Theater, London)
- 2001: Life (Museum of London)

## Musicalrollen
- 2001–2002 und 2004: Der König der Löwen (Hafentheater Hamburg)
- 2001: Hair (Brighton Pavilion)